# طواف إيطاليا 1983
طواف إيطاليا 1983 هو سباق دراجات هوائية أقيم بتاريخ 12 مايو - 5 يونيو، تكون السباق من 22 مرحلة وامتدّ لمسافة 3922 كم بسرعة 38.911 كم/س، استغرق السباق 100 ساعة 45 دقيقة 30 ثانية. فاز به الإيطالي جوزيبي ساروني.

## الترتيب
| م                     | الدرّاج        | البلد   | الزمن                      |
| --------------------- | ------------- | ------- | -------------------------- |
| الفائز بالترتيب العام | جوزيبي ساروني | إيطاليا | 100 ساعة 45 دقيقة 30 ثانية |
| حسب النقاط            | جوزيبي ساروني | إيطاليا | -                          |